# 月崎駅
月崎駅（つきざきえき）は、千葉県市原市月崎にある、小湊鉄道線の駅である。駅本屋およびプラットホームは国の登録有形文化財に登録されている。

## 歴史
- 1926年（大正15年）9月1日：開業[2]。
- 1967年（昭和42年）：無人駅となる。
- 2014年（平成26年）8月15日：駅前商店にて乗車券類の簡易委託発売を開始。
- 2016年（平成28年）11月18日：駅本屋及びプラットホームと旧下り線プラットホームについて、国の有形文化財（建造物）への登録が答申される[3][4]。
- 2017年（平成29年）5月2日：「小湊鉄道月崎駅本屋及びプラットホーム」および「小湊鉄道月崎駅旧下り線プラットホーム」として国の登録有形文化財に正式登録される。

## 駅構造
駅舎に接して単式ホーム1面1線がある地上駅である。木造駅舎を有する。奥には使用されていない島式ホーム1面2線が残っている。
駅舎は古くからの木造であるが、無人駅となってからは、内部は待合所のみで出札口などは残っていない状態であった。しかし、千葉セクションの観光客増加を見越して里山トロッコ停車駅となったことを契機に再有人化され、駅務室と改札ラッチが再度設置されており、土休日は駅員が常駐する。
2009年（平成21年）11月にはログハウスの公衆トイレが設置された。1967年（昭和42年）に無人化以降、長らくの間乗車券の発売は車内のみであったが、2014年（平成26年）8月15日に駅前のヤマザキショップ朝日屋で簡易委託による硬券乗車券の発売が開始された。小湊鉄道線内の普通乗車券と月崎駅普通入場券のみの取扱いで、往復割引乗車券、回数乗車券、定期乗車券、五井からJR東日本線への連絡乗車券は取扱わない。

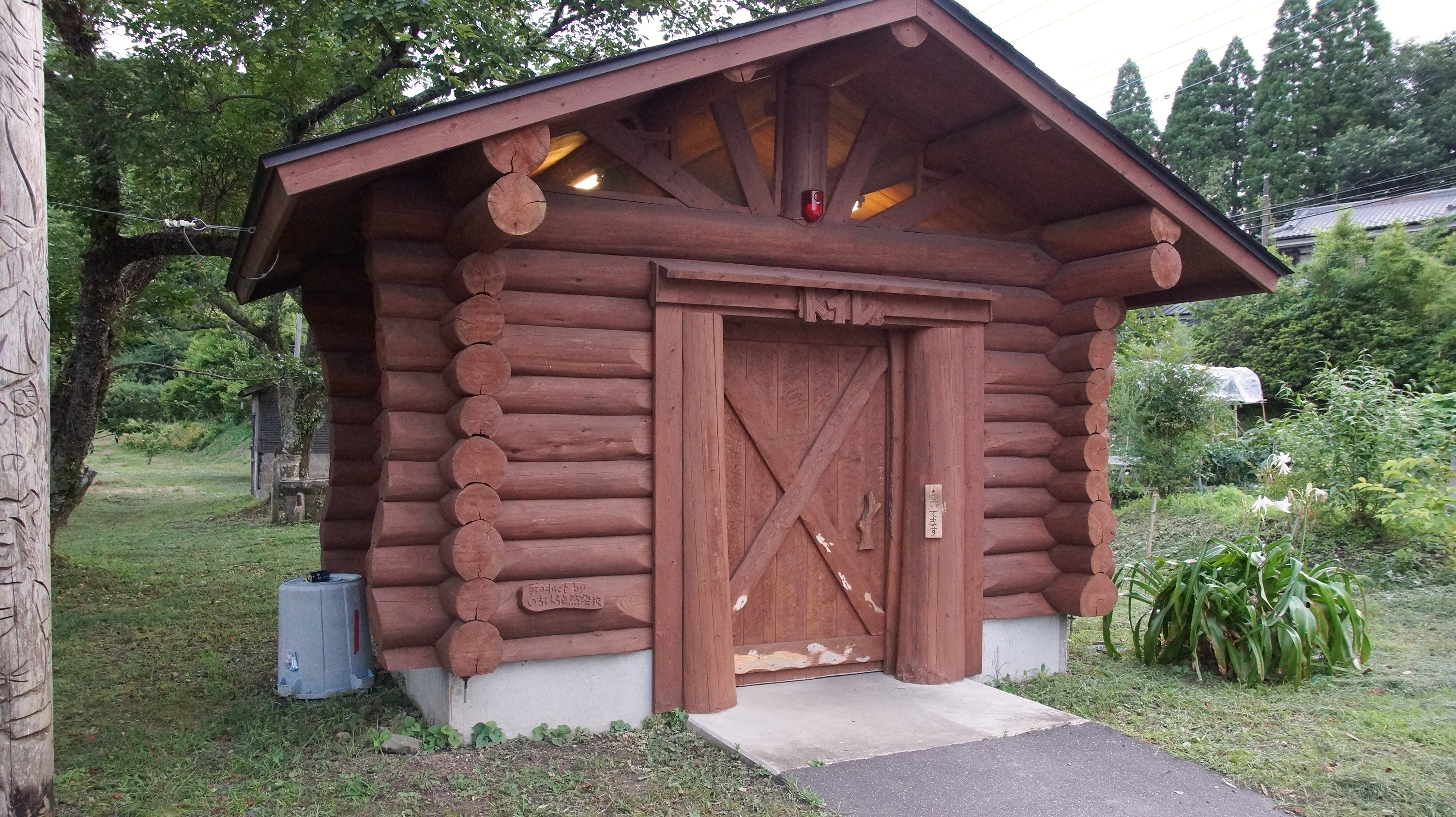
ログハウス風の公衆トイレ（2015年7月）
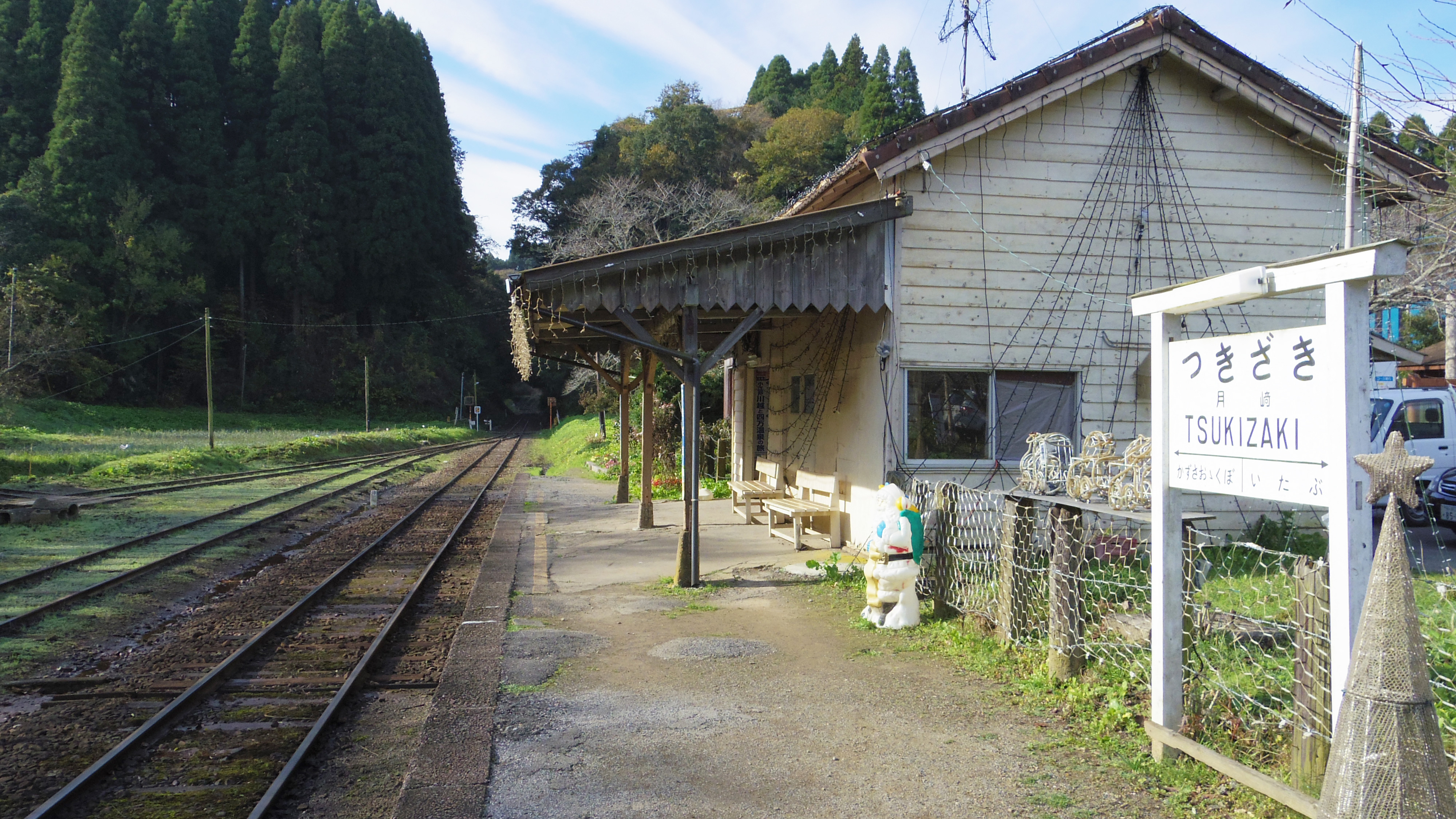
ホーム（2015年11月）

## 利用状況
2022年度の1日の平均乗車人員は8人である。
近年の一日平均乗車人員推移は下表の通り。
| 乗車人員推移     | 乗車人員推移      | 乗車人員推移 |
| 年度             | 一日平均 乗車人員 | 備考         |
| ---------------- | ----------------- | ------------ |
| 1986（昭和61年） | 129               | [ * 2 ]      |
| 2007（平成19年） | 16                | [ * 3 ]      |
| 2008（平成20年） | 15                | [ * 4 ]      |
| 2009（平成21年） | 5                 | [ * 5 ]      |
| 2010（平成22年） | 5                 | [ * 6 ]      |
| 2011（平成23年） | 6                 | [ * 7 ]      |
| 2012（平成24年） | 7                 | [ * 8 ]      |
| 2013（平成25年） | 11                | [ * 9 ]      |
| 2014（平成26年） | 17                | [ * 10 ]     |
| 2015（平成27年） | 12                | [ * 11 ]     |
| 2016（平成28年） | 15                | [ * 12 ]     |
| 2017（平成29年） | 13                | [ * 13 ]     |
| 2018（平成30年） | 15                | [ * 14 ]     |
| 2019（令和元年） | 12                | [ * 15 ]     |
| 2020（令和02年） | 9                 | [ * 16 ]     |
| 2021（令和03年） | 5                 | [ * 17 ]     |
| 2022（令和04年） | 8                 | [ * 1 ]      |

## 駅周辺

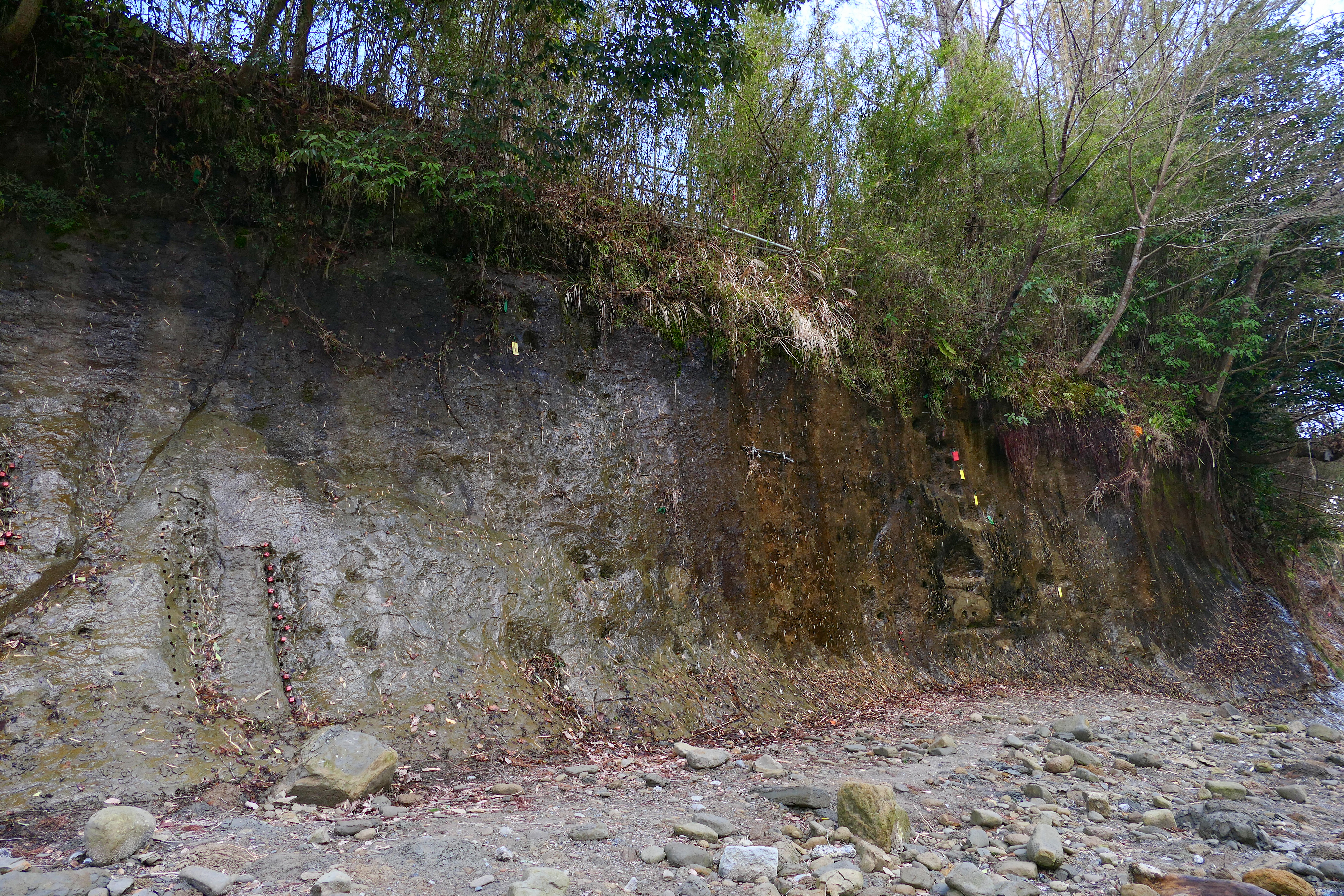
千葉セクション（チバニアンの由来）

レンタサイクル（300円）を実施しており、周辺観光に利用することが出来る。
- 千葉県道32号大多喜君津線
- 千葉県道81号市原天津小湊線
- 千葉県道172号大多喜里見線
- 市原市月崎公民館
- 市原市南部老人福祉センター
- 市原市農業協同組合月崎支店
- 森ラジオステーション - 保線の旧詰所小屋を使用した木村崇人のアート作品
- ヤマザキショップ朝日屋（月崎駅発の乗車券類の簡易委託発売を受託）
- いちはらクオードの森
- 千葉セクション（地球磁場逆転期の地層[6]、駅南東約2キロメートル[7]）
- 南市原ゴルフクラブ

## 隣の駅
小湊鉄道
■小湊鉄道線
飯給駅 - 月崎駅 - 上総大久保駅